# 中国文联文艺评论奖
中国文联文艺评论奖是由中国文联主办的文艺理论评论奖项，于2000年经中宣部批准设立，旨在表彰优秀文艺理论评论工作者。该奖每两年评选一次，参评文章为评奖年度内已发表的文章。

## 奖项设置
中国文联文艺评论奖设优秀评论文章奖、优秀理论文章奖（第四届起增设）、组织工作奖和特别奖。
- 优秀评论文章奖：设一、二、三等奖若干
- 优秀理论文章奖：设一、二、三等奖若干
- 组织工作奖：若干名
- 特别奖：旨在对参评文章优秀并在本专业领域做出突出贡献的德高望重的老同志进行表彰，每类不超过3篇，可空缺。